# Olivia O'Lovely
Sabina Olivia Mardones dit Olivia O'Lovely (née le 26 septembre 1976) est une actrice pornographique latino-américaine originaire de Moreno Valley, en Californie. Son origine ethnique est espagnole, chilienne et française.

## Biographie
Avant sa première apparition dans les films, Olivia était une strip teaseuse dans la zone appelée Inland Empire, dans le sud de la Californie pendant sept ans. Elle a également tourné comme lutteuse huilée pendant deux ans.
Elle joue dans plus de 200 films pour adultes, après avoir travaillé avec quelques-uns des artistes les plus remarquables de l'industrie, comme Jules Jordan dans Ass Worship 5, Erik Everhard dans Nasty Nymphos 35 (premier film pour adulte d'O'Lovely), Lexington Steele, Mandingo, et Mr. Marcus. Elle était aussi dans la première édition de "I Love Big Tits."
Dans ses scènes lesbiennes, elle joue souvent avec sa compagne Flower Tucci.
Elle apparaît, avec Lisa Sparxxx, dans le clip de des rappeurs MURS et Shock G Risky Business featuring Chris Santiago de l'album End of the Beginning, sorti en 2003.
Elle a aussi tourné une vidéo avec la Mexicaine Sophia Castello.
Elle est ouvertement bisexuelle dans sa vie personnelle, et évolue toujours avec l'actrice pornographique Flower Tucci.
Elle annonce sur son myspace le 30 juin 2008 qu'elle prend sa retraite, cette même année elle était invité d'honneur des Urban X Awards.

## Filmographie sélective
- 2012 : Big Boob Housewives of Porn Valley 2
- 2011 : Latin Street Hookers 5
- 2011 : Desperate House Hos
- 2010 : Big Wet Butts 2
- 2010 : Best Friends 7
- 2009 : Dirty Horny Orgies
- 2009 : FlowerTucci.com 4
- 2008 : Pussy Party 24
- 2008 : Pussy Playhouse 18
- 2007 : Latin Booty Worship 1
- 2007 : Fresh Meat Pie 3
- 2006 : Anal Brigade
- 2006 : No Man's Land Latin Edition 8
- 2005 : Strap-On Toyz
- 2005 : Lascivious Latinas 1
- 2004 : Big Wet Asses 3
- 2004 : No Man's Land Latin Edition 4
- 2003 : No Man's Land Latin Edition 3
- 2003 : Buffy Malibu's Nasty Girls 29

## Récompenses et nominations
- 2010 : Urban X Awards Hall of Fame Female
- 2006 : AVN Award nommée - Best Threeway Sex Scene - She Got Ass, West Coast Productions, (with Angel Eyes & Mr. Marcus)